# Municipio de Vickers
El municipio de Vickers (en inglés: Vickers Township) es un municipio ubicado en el condado de Perkins en el estado estadounidense de Dakota del Sur. En el año 2010 tenía una población de 18 habitantes y una densidad poblacional de 0,19 personas por km².

## Geografía
El municipio de Vickers se encuentra ubicado en las coordenadas 45°26′29″N 102°30′45″O / 45.44139, -102.51250. Según la Oficina del Censo de los Estados Unidos, el municipio tiene una superficie total de 93.48 km², de la cual 93,26 km² corresponden a tierra firme y (0,23 %) 0,22 km² es agua.

## Demografía
Según el censo de 2010, había 18 personas residiendo en el municipio de Vickers. La densidad de población era de 0,19 hab./km². De los 18 habitantes, el municipio de Vickers estaba compuesto por el 100 % blancos. Del total de la población el 0 % eran hispanos o latinos de cualquier raza.